# Mifraẕ H̱efa
Mifraẕ H̱efa (hebreiska: מפרץ חיפה, Mifrats H̱efa) är en vik i Israel. Den ligger i den norra delen av landet.